# Alicja Bromberger-Kobus
Alicja Bromberger-Kobus (ur. 29 lipca 1946 w Damasławku) – działaczka społeczności żydowskiej, nauczycielka przedszkolna, od 1999 przewodnicząca Gminy Wyznaniowej Żydowskiej w Poznaniu; skarbnik w B'nai B'rith Polska, członkini zarządu stowarzyszenia Poznań Ra'anana Polska-Izrael i Fundacji Ochrony Dziedzictwa Żydowskiego.

## Życiorys
Jest córką Polki i Żyda. Była żoną Włodzimierza Kobusa (1942–2012). Jej wnuczka, Magdalena Kuś, jest wiceprzewodniczącą Gminy Wyznaniowej Żydowskiej w Poznaniu.
Wielokrotnie, jako polityk z różnych komitetów wyborczych, zasiadała w Radzie Miejskiej, w komisji gospodarczej, komisji oświatowo-społecznej w Murowanej Goślinie. W 2015 z ostatniego 20. numeru na liście, bezskutecznie kandydowała do Sejmu z listy Platformy Obywatelskiej.
16 października 2013 z rąk Martina Schulza otrzymała Europejską Nagrodę Obywatelską. 16 stycznia 2014 prezydent Bronisław Komorowski przyznał jej Krzyż Kawalerski Orderu Odrodzenia Polski.